# 新埔范氏家廟
新埔范氏家廟，俗稱范家祠，是位於臺灣新竹縣新埔鎮的一處祠堂，該建築為范氏宗族的祠堂，目前已指定為新竹縣縣定古蹟。

## 沿革

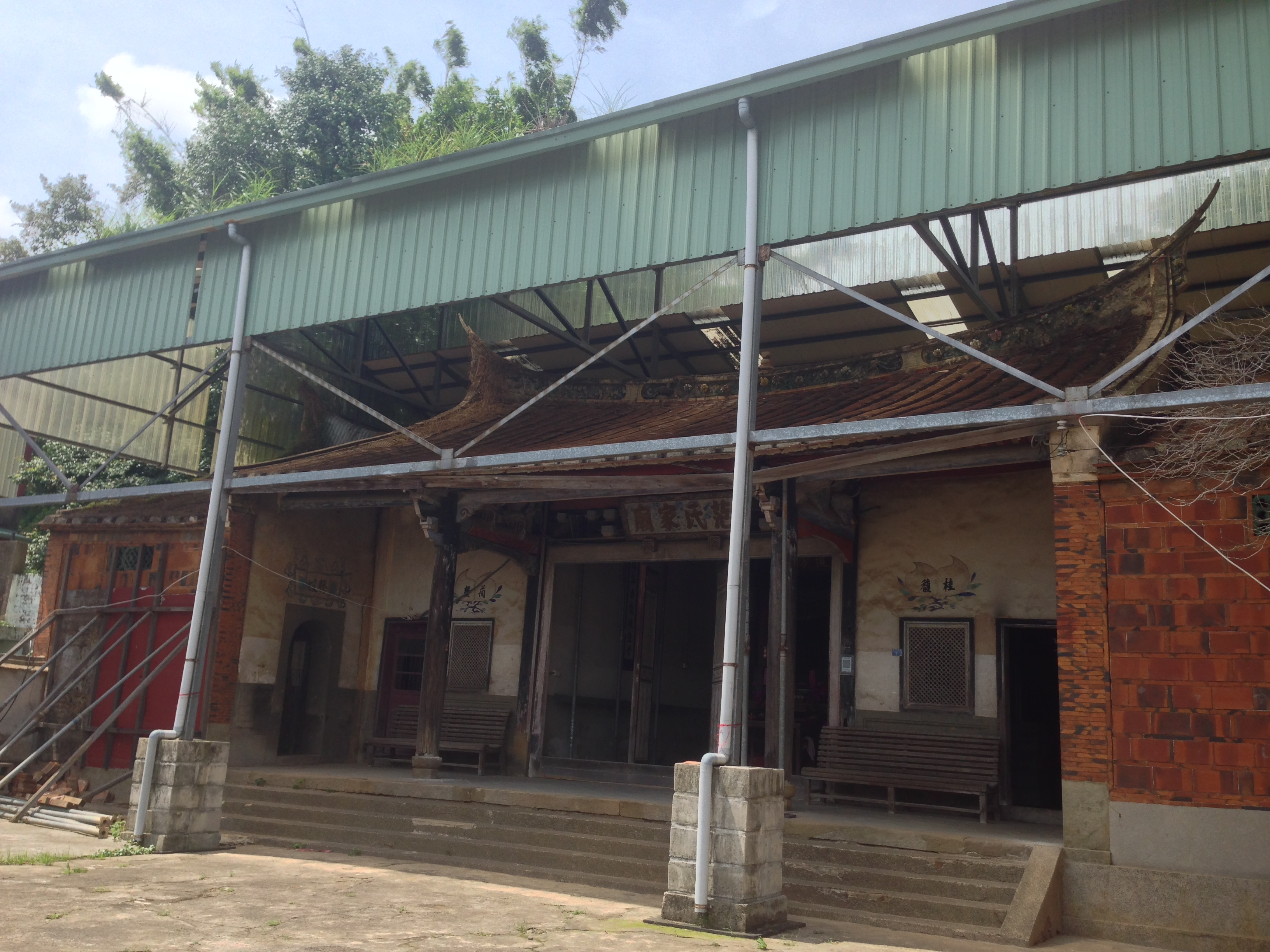
修復前的范氏家廟

新埔范姓宗族的先祖為原籍嘉應州的范法澄，該則於明初遷移至惠州府陸豐縣居住，後該家族十一世祖昌貴、昌睦兩兄弟則於乾隆7年（1742年）渡海來臺，曾在淡水廳竹塹社充當早期開發領導人衛阿貴的佃戶，祖昌睦、昌貴在開墾耕地後曾一度回鄉，後范昌睦再度來台於新埔街發展。而范氏家廟的成立可追溯至咸豐8年（1858年），由范家後人范日旺、月福、雲開決新埔街募資籌建祠堂，該建築物則於咸豐十年（1860年）完工。
目前范氏家廟仍作為祠堂使用，但已無人居住。2006年7月24日，范氏家廟由新竹縣政府指定為縣定古蹟。由於建築體部分遭白蟻蛀蝕、屋身結構嚴重受損，中華民國客家委員會及文化部文化資產局隨即辦理范氏家廟調查研究計畫及緊急搶修工程。並在2017年6月2日進行范氏家廟的修復工程，整體工事則於2018年完工，並在同年10月14日舉行落成典禮。建築現由范氏家族管理，並開放民眾參觀。

## 建築設計
范氏家廟目前為新埔鎮最早建立的祠堂，主祀范仲淹以下范家祖先牌位，每年舉行春秋二祭，該屋身為「一條龍」格局之傳統建築，其正身面寬五開間，大門採三關六扇門作法，上方懸掛於咸豐10年（1860年）所立的「范氏家廟」匾額。
正堂以木隔屏區分為正堂及神龕室兩個空間，作為最初作為祭祀及范人辦公使用，其建築物神龕下方則奉祀土地龍神，屋身木造結構則為硬山擱檁式，左右牆面則為砌築的泥磚，中央刻有棟對「理徹山河文耀四海宗留厚德」、「學通漢斗正揚三台裔振家聲」。正堂次間在早期則作為范氏子孫居住空間，後來則當做倉庫使用，此外屋頂正脊中央設有「吉祥」之意的葫蘆裝飾，名為「壓勝物」，具有壓制火災、聚集財富的象徵。